# Száznapos offenzíva

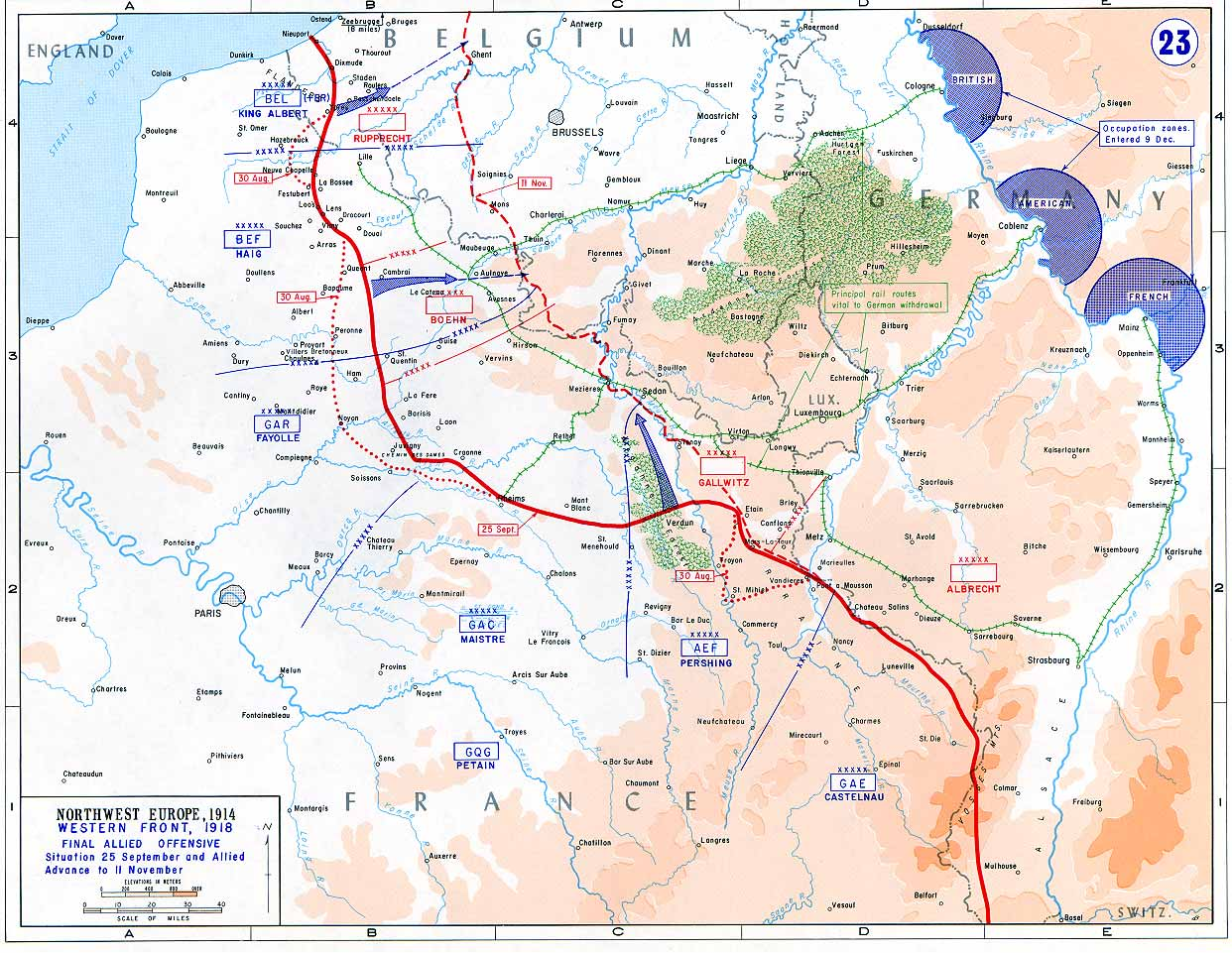
A nyugati frontot 1918-ban

A száznapos offenzíva az első világháború végső szakaszának egyik döntő ütközetsorozata, melyet az antanthatalmak csapatai indítottak a központi hatalmakkal szemben a nyugati fronton, 1918. augusztus 8-a és november 11-e között. A hadjárat az amiens-i csatával kezdődött, mely során a német csapatokat kiszorították Franciaországból, rákényszerítve, hogy a Hindenburg-vonalig vonuljanak vissza, majd kössenek fegyverszünetet Compiègne-ban. A „száznapos offenzíva” a nyugati hadtörténeti irodalomban honosodott meg, amely nem egy hadászati koncepció, vagy támadási terv elnevezését tükrözi, hanem a nyugati front állóháborúihoz képest gyorsnak számító szövetséges győzelmi sorozatot, amely az amiens-i csata után bekövetkezett. Ez összesen kilencvenhat napig tartott.

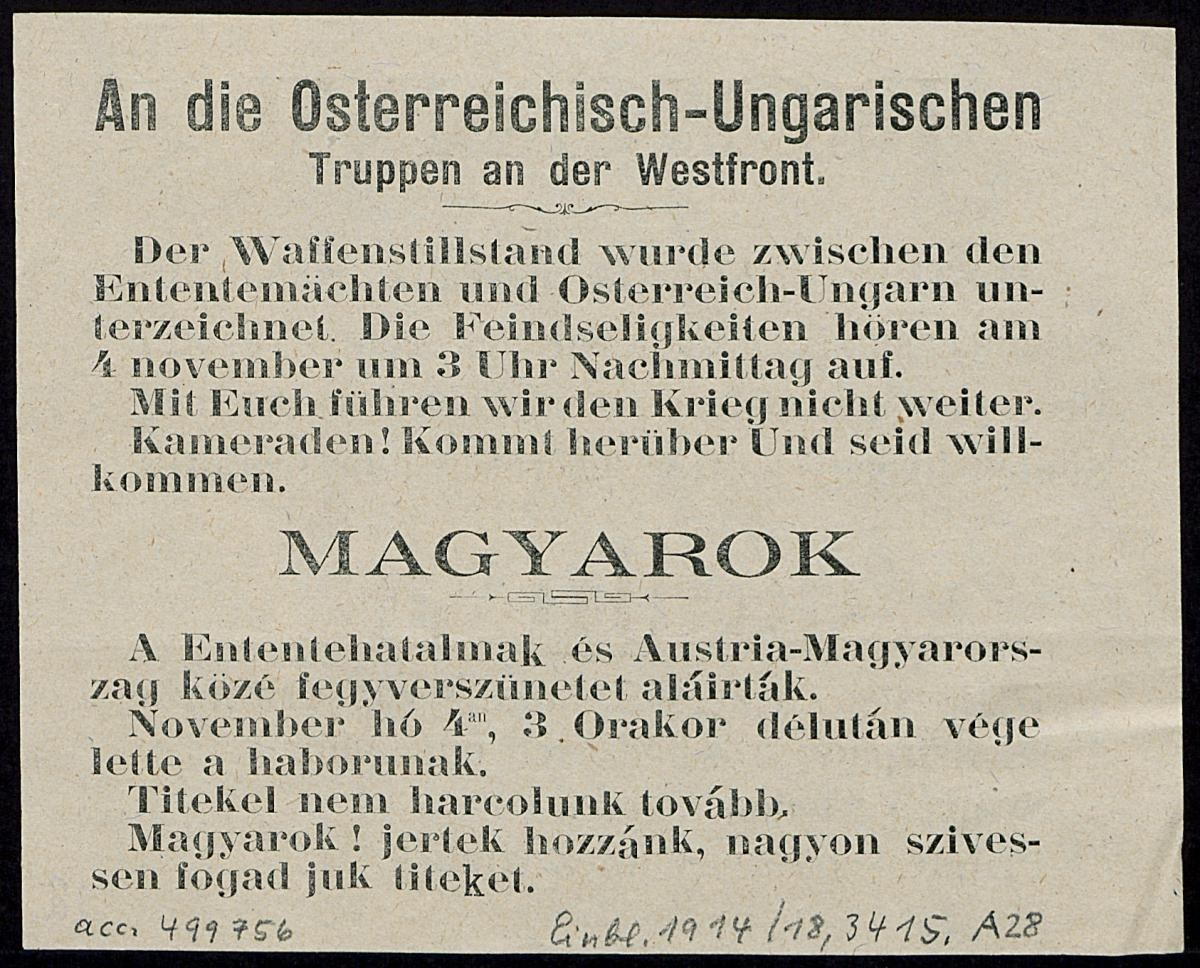
Felhívás az osztrák-magyar csapatok megadására

## Fordítás
- Ez a szócikk részben vagy egészben  a   Hundred Days Offensive című angol Wikipédia-szócikk ezen változatának fordításán alapul.  Az eredeti cikk szerkesztőit annak laptörténete sorolja fel. Ez a jelzés csupán a megfogalmazás eredetét és a szerzői jogokat jelzi, nem szolgál a cikkben szereplő információk forrásmegjelöléseként.